# Aulagromyza lucens
Aulagromyza lucens är en tvåvingeart som först beskrevs av de Meijere 1924.  Aulagromyza lucens ingår i släktet Aulagromyza och familjen minerarflugor.
Artens utbredningsområde är Nederländerna. Arten har ej påträffats i Sverige. Inga underarter finns listade i Catalogue of Life.